# 房利
房利（1954年10月—），男，辽宁人，中华人民共和国外交官，曾任中华人民共和国驻约翰内斯堡总领事、中华人民共和国驻摩尔多瓦共和国特命全权大使和中华人民共和国驻多伦多总领事。

## 生平
1979年，进入中华人民共和国外交部工作，先后在中国国际问题研究所、驻美国大使馆、外交部领事司、外交部办公厅、驻曼彻斯特总领事馆、驻新加坡大使馆任职。2001年，任驻卡尔加里总领事馆副总领事。2003年，挂职青海省外事办公室副主任。2005年，任驻休斯敦总领事馆副总领事。2007年9月，出任中华人民共和国驻约翰内斯堡总领事。2010年8月，出任中华人民共和国驻摩尔多瓦大使。2012年1月，出任中华人民共和国驻多伦多总领事。2014年12月，自驻多伦多总领事离任。

## 家庭
已婚，有一子。